# Bernardo Cos
 (septembre 2014).
Si vous disposez d'ouvrages ou d'articles de référence ou si vous connaissez des sites web de qualité traitant du thème abordé ici, merci de compléter l'article en donnant les références utiles à sa vérifiabilité et en les liant à la section « Notes et références ».
Pour les articles homonymes, voir Cos.
Bernardo Patricio Cos Luján, plus connu comme Bernardo Cos, né le 31 mars 1949 à Córdoba (Argentine), est un footballeur argentin qui jouait au poste d'attaquant.

## Biographie
Bernardo Cos commence sa carrière en 1970 avec le C A Belgrano. En 1972, il est recruté par le FC Barcelone où il joue en attaque aux côtés de Johan Cruijff.
Il joue trois saisons au Barça avant de rejoindre le Burgos CF. En 1978, il met un terme à sa carrière de joueur.

## Palmarès
- Champion d'Espagne en 1974 avec le FC Barcelone